# ديفنيتي: أورجينال سين 2
ديفنيتي: أورجينال سين 2 (بالإنجليزية:Divinity: Original Sin II)، هي لعبة فيديو من تطوير ونشر لاريان ستوديوز البلجيكية، صدرت اللعبة في متجر ستيم الإلكتروني بتاريخ 4 سبتمبر 2017، وسوف يتم إصدارها على المنصات المنزلية بتاريخ 31 أغسطس 2018 والتي ينشرها بانداي نامكو إنترتينمنت اليابانية.

## الموقع الخارجي
- الموقع الرسمي
 (الإنكليزية)